# Rouffigny
Rouffigny ist eine Ortschaft und eine ehemalige französische Gemeinde mit 311 Einwohnern (Stand: 1. Januar 2022) im Département Manche in der Region Normandie. Sie gehörte zum Arrondissement Saint-Lô und zum Kanton Villedieu-les-Poêles.
Mit Wirkung vom 1. Januar 2016 wurden die früheren Gemeinden Villedieu-les-Poêles und Rouffigny zu einer Commune nouvelle mit dem Namen Villedieu-les-Poêles-Rouffigny fusioniert und haben in der neuen Gemeinde den Status einer Commune déléguée. Der Verwaltungssitz befindet sich im Ort Villedieu-les-Poêles.

## Lage
Nachbarorte von Rouffigny sind La Lande-d’Airou im Nordwesten, Villedieu-les-Poêles im Norden, Chérencé-le-Héron im Osten, La Trinité im Südosten und Bourguenolles im Südwesten.

## Bevölkerungsentwicklung

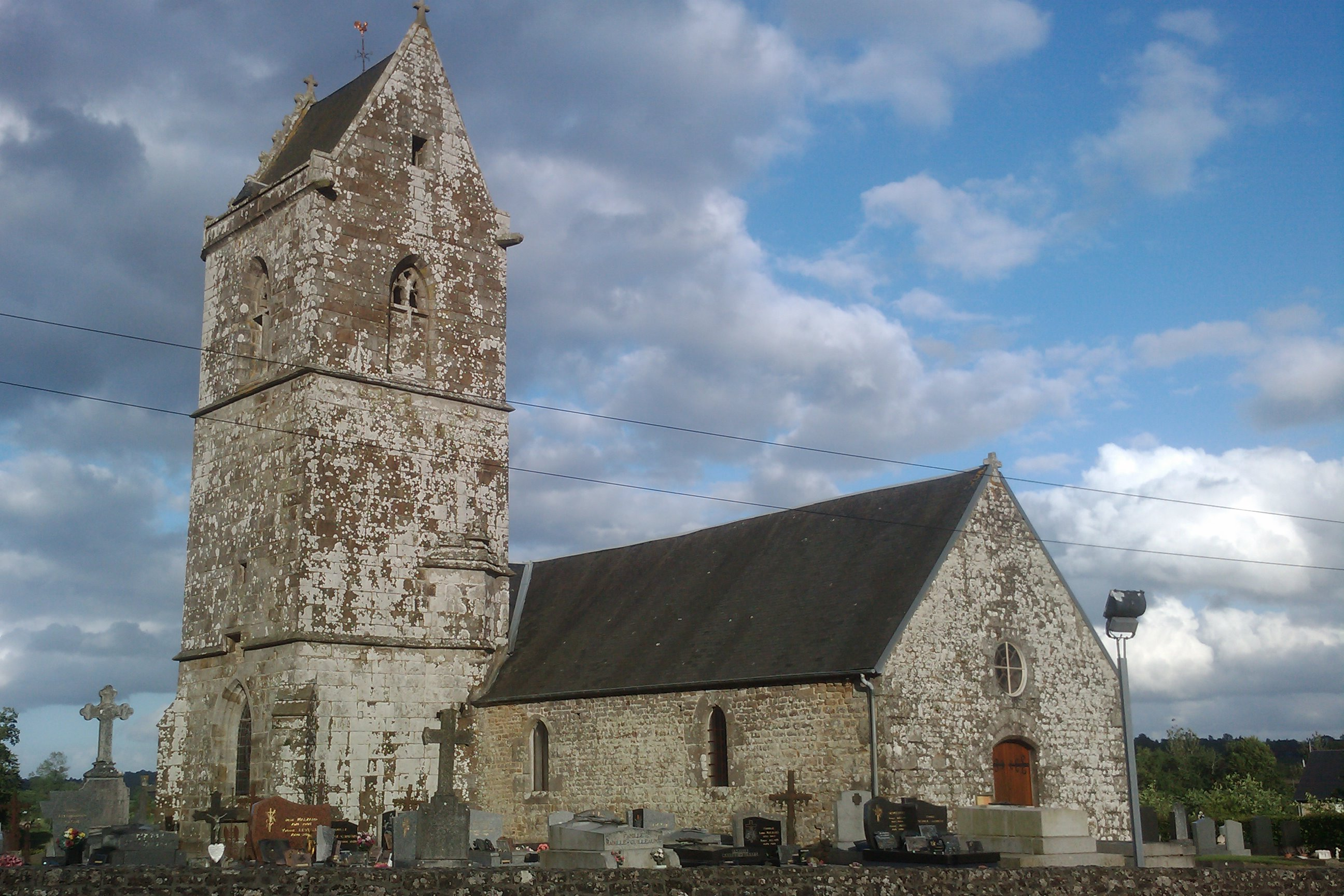
Kirche Mariä Himmelfahrt in Rouffigny

| Jahr      | 1962 | 1968 | 1975 | 1982 | 1990 | 1999 | 2008 | 2015 |
| --------- | ---- | ---- | ---- | ---- | ---- | ---- | ---- | ---- |
| Einwohner | 290  | 291  | 265  | 252  | 270  | 281  | 312  | 308  |